# Alexandra Pachmutovová
Alexandra Nikolajevna Pachmutovová (rusky: Алекса́ндра Никола́евна Па́хмутова, * 9. listopadu 1929, Beketovka u Stalingradu) je ruská a sovětská hudební skladatelka, zejména populárních písní tzv. sovětské estrády.

## Život
Narodila se v obci Beketovka u tehdejšího Stalingradu (nyní je součástí Volgogradu). Její otec byl zaměstnán v lesním závodě a byl hudebník-amatér. Už ve třech letech začala hrát na klavír a ve čtyřech letech komponovat. Hudební vzdělání jí přerušila druhá světová válka; její stalingradskou učitelku hudby Marii Troickou zabila bomba v listopadu 1941, malou Alju nedlouho poté ze Stalingradu evakuovali. Studia dokončila na Moskevské státní hudební konzervatoři, kde ji vyučoval Vissarion Šebalin. Absolvovala ji v roce 1953 jako diplomovaná skladatelka a následující postgraduální studium ukončila s disertací věnovanou hudbě Michaila Glinky v roce 1956. Začala se věnovat profesionálně povolání skladatelky.
V roce 1956 se seznámila s budoucím manželem, básníkem Nikolajem Dobronravovem. Ke 40 letům od založení Komsomolu byl v roce 1958 natočen film Po tu storonu (rusky: По ту сторону), do něhož napsala píseň Píseň o neklidném mládí (rusky Песня о тревожной молодости), která ji nasměrovala k její budoucí hlavní sféře umělecké tvorby. Definitivně se proslavila od 60. let, její písně se staly klíčovou součástí sovětské oficiální populární hudební kultury, stala se jedním z „advokátů“ komunistického režimu, např. na různých cestách po budovatelských stavbách na Sibiři a jinde, kde vystupování umělců napravovalo nedostatky v sociálním zajištění tamních pracujících. Písně interpretovali je přední zpěváci, zpěvačky a hudební skupiny, ale třeba také sbor Alexandrovci a další. Sama nikdy nebyla členkou komunistické strany a některé její písně (paradoxně včetně Písně o Leninovi) byly zakázány.
V letech 1968 až 1991 byla tajemnicí Svazu skladatelů SSSR, do roku 1995 tajemnicí Svazu skladatelů Ruska. V letech 1980 až 1990 byla poslankyní Nejvyššího sovětu RSFSR.
Napsala několik písní pro Letní olympijské hry 1980 v Moskvě, píseň Na shledanou, Moskvo! (rusky До свидания, Москва!), která zazněla poprvé na slavnostním zakončení a doprovázela odlet maskota olympiády medvěda Mišky, ji proslavila na celém světě. Byla též autorkou hudby k oficiálnímu dokumentárnímu filmu o olympijských hrách O sport, ty – mir! (rusky О спорт, ты – мир!), za kterou dostala svou druhou Státní cenu. Po nástupu perestrojky a po rozpadu Sovětského svazu se její tvorba začala vytrácet z rozhlasu a televize, a přestože se pouštěla i do nových žánrů taneční hudby nebo rapu, zůstala i v této oblasti věrná svým zásadám nezklouzávat k lehkomyslnosti.
Byla přezdívána člověk-píseň a označována za žijící legendu.
V mládí s manželem často cestovali, v posledních letech žijí v Moskvě.

## Dílo
Její dílo zahrnuje skladby různých žánrů. Věnovala se i klasické hudbě (tři desítky symfonických děl, např. Ruská suita, Koncert pro trubku a orchestr, kantáta Vasilij Ťorkin, „pionýrské“ kantáty pro dětský sbor, balet Osvícení), napsala hudbu k dlouhé řadě filmů, základ její tvorby ale tvoří písňová tvorba.
Zhudebňovala texty nejrůznějších autorů, úzce spolupracovala s básníkem Nikolajem Dobronravovem, který se stal jejím manželem.
Základem jejích písní je originální, lyrická a citlivá, ale prostá zpěvnost, souznějící s ruskou lidovou tradicí, kvůli které jsou mnohé její písně považované za lidové.
Psala zejména lyrické písně, ale zejména v mládí se věnovala též písním hrdinským a budovatelským, celou řadu písní napsala o prvním kosmonautovi Juriji Gagarinovi a později o sportu, zejména v období kolem roku 1980.
Celkem napsala více než 400 písní, z nichž mezi nejoblíbenější patří: 
- Bělověžskaja pušča (Беловежская пуща, česky: Bělověžský les, spadá do tzv. běloruského období tvorby, mnozí muzikologové ji považují za vrchol její tvorby[1])
- Do svidaňja, Moskva! ( До свиданья, Москва!, česky: Na shledanou, Moskvo!; k zakončení Letních olympijských her 1980)
- Geologi (Геологи, česky: Geologové)
- Glavnoje, rebjata, serdcem ně starjeť! (Главное, ребята, сердцем не стареть!, česky: Hlavní je, děti, srdcem nestárnout!)
- I vnov' prodolžaetsja boj (И вновь продолжается бой, česky: A znovu pokračuje boj)
- Kak molody my byli (Как молоды мы были, česky: Jak mladí jsme byli)
- Komanda molodosti našej ( Команда молодости нашей, česky: Družstvo našeho mládí; z filmu Balada o sportu z roku 1980)
- Naděžda (Надежда, česky: Naděje)
- Něžnosť (Нежность, česky: Něžnost; o Antoinu de Saint-Exupérym[4])
- Obnimaja něbo (Обнимая небо, česky: Objímaje nebe; o letcích)
- Orljata učatsja letať (Орлята учатся летать, česky: Mladí orli se učí létat)
- cyklus Sozvězdie Gagarina (Созвездие Гагарина, česky: Souhvězdí Gagarina)
- Staryj kljon (Старый клен, česky: Starý javor)

Vydala několik sborníků písní a alb, ať už jde o soundtracky s její hudbou k filmům, nebo o autorská alba populárních písní. Album Písně Alexandry Pachmutovové získalo Zlatou desku vydavatelství Melodija.

## Ocenění

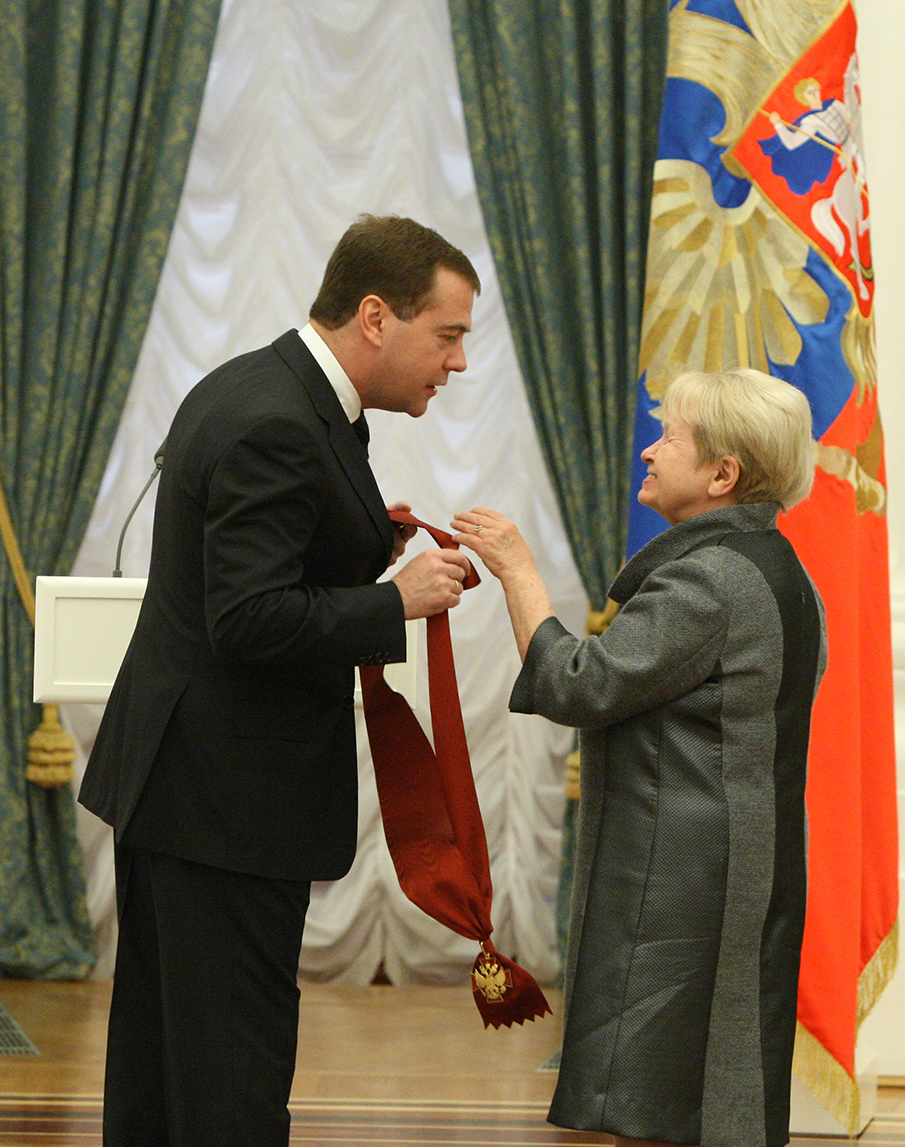
Alexandra Pachmutovová přebírá od Dmitrije Medveděva Řád za zásluhy o vlast. (2009)

V roce 1967 byla oceněna Cenou Leninského Komsomolu. V roce 1984 byla jmenována národní umělkyní Sovětského svazu. V roce 1990 získala titul Hrdina socialistické práce. Dvakrát obdržela Leninův řád (1979 a 1990). Dvakrát dostala Státní cenu SSSR.
V roce 2000 ji ruský prezident Vladimir Putin vyznamenal řádem Za zásluhy o vlast druhého stupně a v roce 2009 jeho nástupce Dmitrij Medveděv řádem Za zásluhy o vlast prvního stupně. V dubnu 2010 obdržela cenu Společenství nezávislých států Hvězda Vítězství.
Je čestnou občankou Volgogradu, Bratsku a Moskvy.
Astronomka Ljudmila Černychová po ní v roce 1976 pojmenovala asteroid 1889 Pakhmutova.